# Celebophlebia dactylogastra
Celebophlebia dactylogastra är en trollsländeart som beskrevs av Maurits Anne Lieftinck 1936. Celebophlebia dactylogastra ingår i släktet Celebophlebia och familjen segeltrollsländor. IUCN kategoriserar arten globalt som otillräckligt studerad. Inga underarter finns listade i Catalogue of Life.